# Idioma isirawa
El isirawa o saberi es una lengua papú habladas por unas dos mil personas en la costa norte de la provincia de Papúa en Indonesia. Es una lengua usada para el comercio local y de amplio uso en su región.

## Clasificación
Stephen Wurm (1975) la relacionó con las lenguas kwerba, con las que comparte un 20% de su vocabulario. Sin embargo, Malcolm Ross (2005) sobre la base de los pronombres personales, no consideró como fiable dicho parentesco y la mantuvo como lengua aislada. Sin embargo, los pronombres guardan cierto parecido con los de las lenguas tor-orya, que a su vez Ross si consideró relacionadas con las lenguas kwerba. Por otra parte Donahue (2002) sí considera razonable relacionar el isirawa con el macro-kwerba.

## Descripción lingüística

### Pronombres
Los pronombres del isirawa son,
| yo         | a-, e           |
| nosotros   | nen-, ne        |
| 2ª persona | o-, mə          |
| 3ª persona | e-, maə, ce, pe |
Ross reconstruye para el proto-tor-orya las formas *ai 'yo', *ne 'nosotrtos' (inclusivo), *emei 'tú' y *em 'vosotros'.